# Cartooning for Peace
Cartooning for Peace est un réseau international de dessinateurs de presse engagés qui combattent, avec humour, pour le respect des cultures et des libertés. Il s'agit d'une association loi de 1901, créée en 2006 par Koffi Annan (Prix Nobel de la Paix) et Jean Plantu (dessinateur, journal Le Monde),,.

## Historique
À la suite de la polémique des caricatures de Mahomet en 2005, Kofi Annan, alors secrétaire général des Nations unies, avec le concours de Plantu, journaliste caricaturiste au journal français Le Monde, ont réuni, le 16 octobre 2006 au siège des Nations unies à New York, plusieurs dessinateurs de presse internationaux de renom autour d'un colloque intitulé "Désapprendre l'intolérance". De ce colloque est née l'initiative Cartooning for Peace (Dessins pour la paix). Depuis son lancement en 2006, de nombreuses expositions et rencontres ont été organisées et une association française Cartooning for Peace a été créée le 26 mai 2008. L'association a fait des interventions dans des écoles ainsi que dans des prisons.
Partie d'une dizaine de dessinateurs, l'association est devenue un réseau de plus de 200 dessinateurs de presse, venant de divers horizons géographiques, religieux ou politiques. Début 2023, ce collectif comprend 280 dessinateurs et dessinatrices, qui sont originaires de plus de 70 pays.

## Événements
L'association organise des expositions de dessin de presse souvent accompagnées de conférences publiques avec les dessinateurs invités. Les thèmes privilégiés par l'association au sein des expositions sont la liberté d'expression, les droits de l'homme, les conflits armés, les menaces climatiques, les disparités Nord-Sud mais aussi la censure et les tabous. Les expositions créées peuvent aussi aborder des thèmes plus précis : La peine de mort, l'Europe, les droits de l'enfant, etc. sont autant d'exemples de sujets déjà exposés.
Une exposition permanente des dessins de Cartooning for Peace, intitulée Tâches d'opinion, a été présentée au Mémorial de Caen entre 2010 et 2013.
En novembre 2013, l'association Reporters sans frontières publie un album rassemblant les 100 caricatures les plus emblématiques de Cartooning for Peace.
En mai 2014, Cartooning for Peace accompagne la sortie du film Caricaturistes, fantassins de la démocratie, réalisé par Stéphanie Valloatto[réf. souhaitée].
En 2015 le Grand Prix des Médias du Prix Franco-Allemand du Journalisme (PFAJ) est décerné à Cartooning for Peace.

## Objectifs et valeurs
Cartooning for Peace permet ainsi l'organisation d'expositions de dessins de presse et la rencontre de caricaturistes professionnels de toutes les nationalités avec un large public (lycéens, étudiants…), afin de favoriser les échanges sur la liberté d’expression ainsi que la reconnaissance du travail journalistique des dessinateurs de presse.
Cartooning for Peace se propose d'apporter protection et assistance juridique aux dessinateurs de presse travaillant dans des contextes difficiles, ainsi que soutien et conseil dans l’exercice de leur métier.

## Structure
L’association française loi de 1901 reconnue d’intérêt général voit le jour en 2008 et se dote d’une équipe professionnelle salariée qui développe ses activités. Elle est aujourd’hui constituée de 10 employés permanents. Des consultants et des bénévoles soutiennent ponctuellement le développement de ses activités.
Le réseau Cartooning for Peace est également, et surtout, composé de plus de 200 dessinateurs et dessinatrices de presse issus de plus de 70 pays.

## Freedom Cartoonists Foundation(anciennement Fondation Cartooning for Peace)à Genève
Koffi Annan (prix Nobel de la Paix) souhaitait que soit établie une fondation de droit suisse à Genève. Elle vit le jour en 2010, fondée par Koffi Annan et Jean Plantu, dessinateur au journal Le Monde (Paris), en tant que Président, coordonné par Marie Heuzé (alors directrice du service de l’information de l’ONU). Kofi Annan en devint le président d’honneur.
En octobre 2020 "Freedom Cartoonists Foundation – Dessins pour la liberté" est créé , sous la Présidence du dessinateur Patrick Chappatte, elle va poursuivre la double mission de la première fondation : gérer un fonds de solidarité destiné aux dessinateurs en difficulté autour de la planète, et remettre tous les deux ans un Prix international saluant le courage de dessinatrices et de dessinateurs.
- En 2022, Cartooning for Peace est partenaire de l'exposition des dessinateurs primés sur le quai Wilson, à Genève : « Dessins pour la liberté ».

## Membres
Découvrez les dessinateurs, pays par pays et téléchargez la carte du réseau.
- Alexia Papadopoulos
- Altan
- Ali Hamra
- Ali Ghamir
- Alaa Satir
- Ana Von Rebeur
- Ann Telnaes
- Antonio
- António Jorge Gonçalves
- Aurel
- Ares
- Avi Katz
- Bado
- Bahgory
- Ballouhey
- Batti
- Beaudet
- Bénédicte Sambo
- Boligàn
- Boukhari
- Bousiko
- Boyacioglu
- Caro
- Catherine Beaunez
- Cécile Bertrand
- Chappatte
- Emmanuel Chaunu
- Cintia Bolio
- Cristina Sampaio
- Côté
- Danziger
- Daryl Cagle
- Dewar
- Dilem
- Liza Donnelly
- Elchicotriste
- Elena Ospina
- Faro
- Firoozeh
- Forattini
- Gado
- Gatto
- Giannelli
- Glez
- Graabaek
- Haderer
- Heng
- Izel Rozental
- Jiho
- Jul
- Joen Yunus
- Kap
- Karimzadeh
- Kash
- Khalid Gueddar
- Khalil
- Kianoush
- Kichka
- Krauze
- Pierre Kroll
- Kutal
- L'Andalou
- Le Hic
- Lefred-Thouron
- Lon
- Louison
- Loup
- Mauro Biani
- Mike Luckovich
- Mix & Remix
- Mykaïa
- Morin
- Nassim
- No-Rio
- Oliphant
- Pahé
- Paresh
- Plantu
- Pov
- Ramize Erer
- Ranan Lurie
- Red !
- Riber
- Rousso
- Schvartz
- Shay Charka
- Stavro Jabra
- Tayo
- Tignous
- Tom Scott
- Uri Fink
- Nicolas Vadot
- Vladdo
- Wiaz
- Willem
- Willy Zekid
- Wolinski
- Xia
- Yumba
- Zach
- Zapiro
- Zlatkovsky
- -Z-

Concernant Georges Wolinski, un nom très symbolique puisque c'est un des dessinateurs morts dans l'attentat contre Charlie Hebdo, la décision d'une adhésion à Cartooning for Peace a été prise par sa veuve, Maryse Wolinski.

## Ouvrages (sélection)
- Le dessin de presse dans tous ses états, avec environ 200 illustrations des 147 dessinateurs du monde entier, et des extraits du colloque « Le dessin de presse dans tous ses états » organisé le 21 septembre 2015[10].
- Ouvrages de la collection « Cartooning for Peace » aux éditions Gallimard, dont les premiers sont parus en mai 2017[11][source insuffisante].
- "Les Droits de l'Homme, c'est pour quand ?", Éditions Gallimard Loisirs / Cartooning for Peace, Paris, 2018. Ce livre comporte 120 dessins de presse et une préface de Christiane Taubira (ancienne garde des Sceaux puis Ministre de la Justice française)[12].
- « Africa », recueil présentant une trentaine de dessinateurs africains membre de l'association, avec quelques exemples de leurs créations, aux éditions Calmann-Levy[13].